# Eufró de Sició
Eufró (en llatí Euphron, en grec antic Εὔφρων) fou un governant de Sició que va mantenir el poder durant el període en què Sició depenia d'Esparta, abans del 368 aC.
En aquest any Epaminondes va imposar a Sició l'entrada a l'aliança tebana i la influència d'Eufró, tot i que la constitució no es va modificar, va minvar considerablement. Per recuperar el poder es va aprofitar del desacord dels arcadis i els argius en la moderació d'Epaminondes, que deixava els antic governs oligàrquics sense tocar-los, va convèncer els conciutadans que si això seguia així Esparta seguiria dominant i l'oligarquia tornaria a Sició. Va aconseguir fer tornar la democràcia.
En les eleccions que van seguir fou elegit general junt amb quatre més. Llavors va aconseguir que es nomenés general del cos de mercenaris al seu propi fill Adees, i es va assegurar el suport d'aquest cos amb repartiment de diners que van sortir no només dels fons públics i dels tresors sagrats, sinó de les fortunes d'alguns elements que podien ser perillosos, desterrats acusats de "laconisme". Després es va desfer dels seus col·legues generals (un fou exiliat i els altres assassinats) i es va convertir en tirà de Sició, encara que la ciutadella estava ocupada per una guàrdia tebana que en general no intervenia en els afers interns. Eufró va cooperar amb els tebans i va participar en la campanya contra Flios probablement el 365 aC.
Un mica després una revolució oligàrquica amb el suport del general arcadi Enees d'Estimfal (amb la tolerància del governador tebà) el va obligar a fugir i va anar a Corint on va dir al comandant pro-espartà Pasímel que havia actuat esperant poder defensar els interessos d'Esparta però no fou cregut.
La lluita pel poder entre les diferents faccions continuava a Sició i Eufró va demanar suport a Atenes però el seu intent de recuperar la ciutat va fracassar per l'oposició de la guarnició tebana, i a més s'havia guanyat l'enemistat d'Esparta. Llavors va anar a Tebes on volia subornar als dirigents per obtenir la seva reposició i el desterrament dels seus enemics, però quan estava a punt d'aconseguir-ho fou assassinat a Cadmea mentre hi havia el consell reunit. Els seus assassins, portats davant del tribunal, van justificar la seva acció i van ser absolts pels tebans.
Els partidaris d'Eufró, que eren nombrosos, el van enterrar a l'àgora de Sició, un fet insòlit, i li van dedicar honors com heroi i fundador (Ἀοχηγψέτης), segons expliquen Xenofont i Diodor de Sicília.